# 田原俊彥
田原俊彥（1961年2月28日—）是日本偶像歌手、演員、藝人，出生於神奈川縣橫須賀市，但在山梨縣甲府市長大。暱稱為「小俊」（トシちゃん），與妻子向井田彩子育有一女田原可南子。
他的父親早逝，從小和母親及另外三個姊妹過著貧苦的生活，又對演藝圈懷有憧憬，也因此在中學時就立定志向要成為藝人。高校時毛遂自薦加入傑尼斯事務所，隨後出演電視劇《3年B組金八先生》一炮而紅，與同間事務所的近藤真彥成為1980年代日本男偶像的代表人物。
他曾於1980年至1986年之間連續七度登上NHK紅白歌合戰，然而1987年將演藝重心移往戲劇而落選該年紅白。從此之後雖然田原主演的《老師也瘋狂》系列電視劇與主題曲大紅，但出於個人意願而不再出演紅白，直到1994年才又登上NHK的音樂節目。1994年從傑尼斯獨立後，他的演藝生涯一度黯淡，直到近年來才又開始發行唱片，再度重回主流觀眾視野。

## 外部連結
- 官方网站
- 田原俊彦デビュー30周年記念プロジェクト公式サイト （页面存档备份，存于）
- Once upon a time in Japan - 公式ブログ （页面存档备份，存于）
- ユニバーサルミュージックアーティストページ （页面存档备份，存于）